# One Big Beautiful Bill Act
A One Big Beautiful Bill Act (röviden: OBBBA, OBBB, BBB; magyarul: Egy nagy gyönyörű törvény), vagy a Big Beautiful Bill költségvetési egyeztetési törvényjavaslat, amelyet az Amerikai Egyesült Államok 119. kongresszusa fogadott el, és amely Donald Trump elnök második ciklusának programjának középpontjában álló adó-, és kiadási politikákat tartalmaz. A szenátus 2025. július 1-jén 51–50 arányban hagyta jóvá a törvényjavaslatot, JD Vance alelnök döntő szavazatával a törvényjavaslat mellett. Az OBBBA 2025. július 3-án 218–214 arányban került elfogadásra a Képviselőházban. A törvényjavaslatot mindkét házban a demokraták egyhangú ellenállása ellenére fogadták el. Jelenleg Trump aláírására vár.
Az OBBBA több száz rendelkezést tartalmaz. Véglegesen meghosszabbítja a Trump által 2017-ben aláírt egyéni adókulcsokat, amelyek eredetileg 2025 végén jártak volna le. Emellett 40 000 dollárra emeli az állami és helyi adólevonás felső határát az 500 000 dollárnál kevesebbet kereső adófizetők számára, amely öt év után visszatér a 10 000 dolláros felső határra. Az OBBBA új adólevonásokat is tartalmaz a borravalók és a túlóradíjak tekintetében, emeli a gyermekek után járó adókedvezményt, 1%-os adót vet ki a pénzátutalásokra, és emeli a főiskolai alapítványok befektetési jövedelmére kivetett adót. Az OBBBA létrehozza a Trump-számlákat is, amelyek lehetővé teszik a szülőknek, hogy adóhalasztási számlákat nyissanak gyermekeik javára. Ezenkívül fokozatosan megszünteti a Biden-korszak inflációcsökkentési törvényében szereplő tiszta energia adókedvezményeket. 5 billió dollárral emeli az adósságplafont. Jelentős csökkentéseket hajt végre a Medicaid kiadásokban, új munkakövetelményeket vezet be egyes Medicaid-kedvezményezettek számára, és fokozatosan csökkenti a Medicaid-szolgáltatók adóját, miközben 50 milliárd dolláros alapot hoz létre a vidéki kórházak számára. Az OBBBA kiterjeszti a munkakövetelményeket az élelmiszerjegy-kedvezményezettek számára, és az államokat teszi felelőssé az élelmiszerjegyekkel kapcsolatos egyes költségekért.
Az OBBBA 150 milliárd dollár új védelmi kiadást és további 150 milliárd dollárt tartalmaz a határőrizetre és a kitoloncolásokra. A törvényjavaslat 2029-ig 10 milliárd dollárról több mint 100 milliárd dollárra emeli a Bevándorlási és Vámvégrehajtási Szervezet (ICE) finanszírozását, így az ICE a szövetségi kormány legjobban finanszírozott bűnüldöző szerve lesz.

## Kritikája
A törvény elfogadásának következtében az amerikai kormány deficitje 2,8 billió dollárral fog emelkedni 2034-re, illetve közel 11 millió amerikai fogja elveszíteni egészségügyi támogatását. Következménye az Egyesült Államok történetének legnagyobb vagyonátruházása lesz, a legszegényebb lakosoktól a leggazdagabbak felé. Az amerikai közvélemény nagy többsége ellenezte elfogadását.